# داگلاس بی-۶۶ دسترویر
داگلاس بی-۶۶ دسترویر (به انگلیسی: Douglas B-66 Destroyer) یک هواپیمای ساختِ کارخانهٔ شرکت هواپیماسازی داگلاس در کشور ایالات متحده آمریکا است. نخستین استفاده‌کنندهٔ این هواپیما نیروی هوایی ایالات متحده آمریکا بوده‌است. این هواپیما برای نخستین بار در ۲۸ ژوئن ۱۹۵۴ میلادی مورد استفاده قرار گرفت.